# 橋本さとし Rock'n Soul Show
『橋本さとし Rock'n Soul Show』（はしもとさとし ロックンソウルショー）は、CBCラジオにて、1998年4月から1999年10月まで放送されていたラジオ番組。放送時間は毎週金曜日の21:00-25:00。

## 概要
劇団☆新感線退団直後の橋本さとしがMCを担当した冠番組。劇団で一緒だった吉田メタルや橋本じゅんのほか、バンド仲間のスマイリー司、井垣宏章、インディ高橋ら週替わりのゲストが送る、若者向けのトークバラエティ番組である。開始時間は21時と深夜番組ではないものの、下ネタも多かった。
放送期間中の1998年9月15日には、CBCラジオ岐阜中継局開局記念として、名古屋市のボトムラインでメンバーによるライブイベントも行われた。
後番組の『本気汗』で、金曜日担当のロリータ18号がロンドンへレコーディングで不在だった際に1回限りで番組MCを代理で務め、この番組のコーナーを再び行うなど実質的な「復活放送」を放送している。

## コーナー
お便り
テーマを発表してリスナーからメールやFAXを募集する。
名古屋ロック化計画
番組の始めにテーマ（例：彼女とのデートの時にかけたい曲）を発表し、番組中に投稿されたリスナーからの洋楽リクエストをかける。
へそ下 名古屋伝道計画
「へそ下」（番組内限定で結成した橋下さとしと井垣宏章の2人組バンド）が、過去の名曲のカバーを演奏する。
ボイスクライマックス
電話先の女性リスナーに対してテーマを出し、それを取り入れたセクシーな声を出してもらい、ゲストと放送作家のおかどんで採点する。リスナーが披露する前には、おかどんがデモンストレーションする。
ラジオドラマ
橋本さとしとゲストが送る寸劇形式のラジオドラマ。一話完結ではなく、シリーズとなっており、話の流れは引き継がれる。